# Schell City
Schell City és una població dels Estats Units a l'estat de Missouri. Segons el cens del 2000 tenia 286 habitants.

## Demografia
Segons el cens del 2000, Schell City tenia 286 habitants, 128 habitatges, i 84 famílies. La densitat de població era de 175,3 habitants per km².
Dels 128 habitatges en un 27,3% hi vivien nens de menys de 18 anys, en un 55,5% hi vivien parelles casades, en un 7% dones solteres, i en un 33,6% no eren unitats familiars. En el 32,8% dels habitatges hi vivien persones soles el 14,8% de les quals corresponia a persones de 65 anys o més que vivien soles. El nombre mitjà de persones vivint en cada habitatge era de 2,23 i el nombre mitjà de persones que vivien en cada família era de 2,78.
Per edats la població es repartia de la següent manera: un 25,5% tenia menys de 18 anys, un 5,6% entre 18 i 24, un 22,7% entre 25 i 44, un 29% de 45 a 60 i un 17,1% 65 anys o més.
L'edat mediana era de 42 anys. Per cada 100 dones de 18 o més anys hi havia 93,6 homes.
La renda mediana per habitatge era de 20.500 $ i la renda mediana per família de 27.813 $. Els homes tenien una renda mediana de 20.000 $ mentre que les dones 16.094 $. La renda per capita de la població era d'11.027 $. Entorn del 19,8% de les famílies i el 25,7% de la població estaven per davall del llindar de pobresa.

## Poblacions més properes
El següent diagrama mostra les poblacions més properes.